# Лозово
Вижте пояснителната страница за други значения на Лозово.
Лозово  е малък квартал на Бургас, отдалечен на около 6 km от центъра на града. Бившето общинско село през 1985 година има 1146 жители. От 12 ноември 1987 година (Указ 3182 на Държавния съвет на НРБ от 12 ноември 1987) е квартал на Бургас.
Лозово се намира във вътрешността на Бургаска низина и няма излаз на Черно море, както други квартали на Бургас. Кварталът се намира на около 6 km от града, на около 2 km северно от Бургаското езеро. Лозово както и други бургаски квартали е основано като бежански лагер след Балканските войни от 1912-13 година, когато за бежанците от Беломорска Тракия и Македония. Името на квартала идва от лозовите масиви които някога са се намирали западно от него.
В близост до Лозово се намират индустриалните зони Север и Лозово, Свободна безмитна зона Бургас, а западно от него Лукойл Нефтохим Бургас.

## Транспорт
Кварталът се обслужва от 1 автобусна линия: 7A.